# Диас, Мелони
Мелони Диас (англ. Melonie Diaz; род. 25 апреля 1984, Нью-Йорк, Нью-Йорк) — американская актриса. Наибольшую известность ей принесли роли в фильмах «Как узнать своих святых» (2006), «Станция «Фрутвейл»» (2013) и сериале «Зачарованные» (2018—2022).

## Биография
Мелони росла вместе со своей старшей сестрой на Нижнем Ист-Сайде. Их родители имеют пуэрто-риканское происхождение. Мелони окончила школу искусств Нью-Йоркского университета.
Начала карьеру актрисы в 2001 году, снявшись в фильме «Наперекосяк». Сыграла в более чем 40 фильмах и телесериалах.

## Личная жизнь
В июле 2019 года обручилась с актёром Октавио Дженера. В июне 2020 года пара поженилась. В июне 2021 года у супругов родилась дочь.

## Избранная фильмография
| Год       |   | Русское название              | Оригинальное название                    | Роль              |
| --------- | - | ----------------------------- | ---------------------------------------- | ----------------- |
| 2001      | ф | Наперекосяк                   | Double Whammy                            | Мэрибелль Бенитес |
| 2002      | ф | Юность Виктора Варгаса        | Raising Victor Vargas                    | Мелони            |
| 2005      | ф | Короли Догтауна               | Lords of Dogtown                         | Бланка            |
| 2006      | ф | Как узнать своих святых       | A Guide to Recognizing Your Saints       | молодая Лори      |
| 2008      | ф | Убийство школьного президента | Assassination of a High School President | Клэр Диас         |
| 2008      | ф | Перемотка                     | Be Kind Rewind                           | Альма             |
| 2010      | с | Части тела                    | Nip/Tuck                                 | Рамона Перез      |
| 2013      | ф | Станция «Фрутвейл»            | Fruitvale Station                        | Софина            |
| 2014      | ф | Сапожник                      | The Cobbler                              | Кармен            |
| 2016      | ф | Эксперимент «Офис»            | The Belko Experiment                     | Дэни Уилкинс      |
| 2017      | с | Разрывы                       | The Breaks                               | Дамита            |
| 2017      | с | Комната 104                   | Room 104                                 | Мег               |
| 2018      | ф | Опасный бизнес                | Gringo                                   | Миа               |
| 2018      | ф | Судная ночь 4                 | The Purge: The Island                    | Джуани            |
| 2018—2022 | с | Зачарованные                  | Charmed                                  | Мэл Вера          |

## Награды и номинации
| Год  | Награда            | Категория                                         | Работа                  | Результат |
| ---- | ------------------ | ------------------------------------------------- | ----------------------- | --------- |
| 2007 | Независимый дух    | Лучшая женская роль второго плана                 | Как узнать своих святых | Номинация |
| 2014 | Независимый дух    | Лучшая женская роль второго плана                 | Станция «Фрутвейл»      | Номинация |
| 2014 | Black Reel Awards  | Лучшая женская роль второго плана                 | Станция «Фрутвейл»      | Номинация |
| 2014 | Black Reel Awards  | Лучший женский прорыв                             | Станция «Фрутвейл»      | Номинация |
| 2018 | Imagen Awards      | Лучшая телевизионная актриса второго плана        | Комната 104             | Номинация |
| 2019 | Teen Choice Awards | Актриса телевидения: Фэнтези / Научная фантастика | Зачарованные            | Номинация |